# Haru o Daiteita
Haru o Daiteita (jap. 春を抱いていた) ist eine Boys-Love-Manga-Serie der japanischen Zeichnerin Youka Nitta. Die Serie wurde 2005 als Original Video Animation adaptiert und als Embracing Love ins Englische sowie in weitere Sprachen übersetzt.

## Inhalt
Die beiden Schauspieler Yōji Katō und Kyōsuke Iwaki sind mit Pornografie und Erotik erfolgreich geworden, wollen aber beide bald aus dem Geschäft aussteigen. Eine neue Filmproduktion könnte für sie die Chance auf einen Sprung in den Mainstream sein und beide bewerben sich für den Film, der von Darstellern von Schwulenpornos handelt. Schließlich sollen sie im Casting gemeinsam eine Sexszene spielen, der Gewinner soll die Rolle erhalten. Kyōsuke Iwaki kann sich durchsetzen, doch beide können die Szene nicht vergessen. Yōji Katō ist überzeugt, sich in den anderen Mann verliebt zu haben. Während Iwaki seine Karriere wie geplant fortsetzen kann, entwickelt sich eine Beziehung zwischen den beiden, die schließlich auf öffentlich wird und die Aufmerksamkeit der Boulevard-Presse auf sich zieht.

## Entstehung und Veröffentlichung
Für das Setting der Geschichte in der Pornobranche entschied sich Nitta, da dieses in Japan sehr verborgen ist. Ähnlich verhalte es sich mit Yaoi- und Boys-Love-Manga und auf diese Gemeinsamkeit wollte sie aufbauen. Die Arbeit an der Serie mache ihr groe Freude, da es als Drama ausgewogen sei und ihr die Gelegenheit gebe, sowohl schöne als auch hässliche Dinge darzustellen.
Die Serie erschien von April 1999 bis November 2009 im Magazin Be × Boy Gold, zunächst bei Biblos und nach Bankrott des Verlags 2006 bei Libre Publishing. Nachdem Nitta für die Cover-Illustration eines Kapitels von Juni 2008 das Werbeplakat einer italienischen Mode-Marke abgezeichnet hatte, wurde die Serie wegen der Urheberrechtsverletzung zwischenzeitlich pausiert. Nachdem das Modelabel die Kopie eher als Ehrung bezeichnet hatte und Nitta sich mehrfach entschuldigte, wurde die Serie schließlich im Jahr darauf weitergeführt und abgeschlossen. Die Kapitel wurden auch gesammelt in 14 Bänden herausgegeben.
2013 erschien eine kurze Nebengeschichte unter dem Titel Time Share. Von 2014 bis 2020 erschien mit Haru o Daiteita Alive eine Fortsetzung, ebenfalls im Be × Boy Gold. Die Kapitel erschienen später gesammelt in sechs Bänden. 2020 startete im gleichen Magazin eine weitere Fortsetzung.
Die Sammelbände wurden ins Englische, Italienische, Russische und Chinesische übersetzt.

## Adaption als Anime
Eine Umsetzung der Geschichte als Anime mit zwei Folgen entstand 2005 bei Studio Trinet Entertainment. Bei der Produktion führte Yoshikata Nitta Regie und Mami Watanabe schrieb das Drehbuch. Das Charakterdesign entwarf Hirotaka Marufuji und als Produzenten waren Saburo Omiya und Toshiharu Tanada verantwortlich. Die künstlerische Leitung lag bei der ersten Folge bei Nobuo Numai, für die zweite bei Mitsuharu Miyamae.
Die beiden Folgen mit je 28 Minuten Laufzeit erschienen am 31. März und 27. Mai 2005 als Original Video Animation in Japan. Trimax veröffentlichte die beiden Folgen in Deutschland. Außerdem erschienen englische, französische und italienische Fassungen.

### Synchronisation
| Rolle               | Japanische Stimme (Seiyū) |
| ------------------- | ------------------------- |
| Yōji Katō           | Shin’ichirō Miki          |
| Kyōsuke Iwaki       | Toshiyuki Morikawa        |
| Yukihito Sawa       | Chihiro Suzuki            |
| Nagisa Sawa         | Kazuhiko Inoue            |
| Katsuya Kikuchi     | Ken Narita                |
| Kazunari Urushizaki | Kentaro Ito               |

### Musik
Die Musik komponierte Sōsaku Sasaki. Das Vorspannlied ist Private truth von Toshiyuki Morikawa und das Ending ist One Night Cruising von Shin’ichirō Miki.

## Rezeption
Der letzte der Bände verkaufte sich in der ersten Woche über 24.000 Mal und gelangte damit auf Platz 25 der Manga-Charts. Die Fortsetzung Haru o Daiteita Alive konnte 2014 mit dem ersten Band erneut über 19.000 Exemplare absetzen.
Das Setting im Pornofilmgeschäft gebe der Serie die perfekte Entschuldigung für „hard-core Sex-Szenen“, so Jason Thompson über den Manga. Zudem sei die Geschichte mit Humor angereichert, der auf die Medienwelt allgemein verweise. Nicht nur dadurch unterscheide sich der Manga von anderen Boys-Love-Genre-Titeln: Er sei recht realistisch gehalten – sowohl in den erwachsen, männlich designten Charakteren als auch in den Sex-Szenen – und befasse sich mit ernsthaften Problemen wie dem Coming-out. So sei Haru o Daiteita eine gut geschriebene, „sexy“ Serie, die auch schwulen Männern gefallen könne. Der Manga war die erste in den USA veröffentlichte Serie des Genres mit Partnern in wechselnden Sex-Rollen („reversible“), während diese sonst genretypisch feststehend sind.